# Neoconger
Genre
Neoconger est un genre de poissons téléostéens serpentiformes.

## Liste d'espèces
Selon ITIS:
- Neoconger mucronatus Girard, 1858
- Neoconger tuberculatus (Castle, 1965)
- Neoconger vermiformis Gilbert, 1890